# Myospila changzhenga
Myospila changzhenga este o specie de muște din genul Myospila, familia Muscidae, descrisă de Feng în anul 2000.
Este endemică în Sichuan. Conform Catalogue of Life specia Myospila changzhenga nu are subspecii cunoscute.